# 扎克·沃德
扎克·沃德（英語：Zack Ward，1970年8月31日—）是加拿大的一位演員。沃德出生在多倫多，母親也是一位演員。他出演過眾多電影和電視劇。